# Гуадалете
Гуадале́те (исп. Guadalete) — река в Испании в провинциях Кадис и Севилья. Исток реки находится в горах Сьерра-де-Грасалема, река впадает в Кадисский залив у Эль-Пуэрто-де-Санта-Мария. Длина Гудалете 157 км, площадь бассейна — 3677 км². Расход воды 10 м³/с.
Крупнейшими притоками являются Гуадальпоркун (правый) и Махасеите (левый). На реке существует три водохранилища: Аркос, Борнос и Саара-эль-Гастор.
После ливневых дождей Гаудалете выходит из берегов. Сильные наводнения наблюдались в 1881, 1917, 1930, 1963, 1996 годах. Во время наводнения 1963 года расход воды в реке достигал 1400 м³/с.
На реке расположены города Херес-де-ла-Фронтера, Эль-Пуэрто-де-Санта-Мария и Аркос-де-ла-Фронтера.
19 июля 711 года в битве у реки вестготы под командованием короля Родриго потерпели поражение от войск Тарика ибн Зияда, что послужило началом арабскому завоеванию Пиренейского полуострова.

## Фауна
Ихтиофауна Гуадалете представлена аборигенными видами: усачами, лжехондростомой, кольмильехой, пресноводной кефалью-лизой, фартетом, и интродуцированными видами — сазаном, большеротым окунем, гамбузией. В верховьях Махасеите обитает популяция микижи.
Из млекопитающих в Гудалете отмечена нутрия.